# Somatina maculata
Somatina maculata är en fjärilsart som beskrevs av W. Warren 1898. Somatina maculata ingår i släktet Somatina och familjen mätare. Inga underarter finns listade i Catalogue of Life.